# 10395 Іржкагорн
10395 Іржкагорн (10395 Jirkahorn) — астероїд головного поясу, відкритий 23 вересня 1997 року.
Тіссеранів параметр щодо Юпітера — 3,488.